# Makarenko-sakk
A Makarenko-sakk a klasszikus sakk játék egyik változata, amelyben a bábuk értéke és száma változik. Egymásra helyezhető korongokkal kell játszani. Kitalálását Anton Szemjonovics Makarenko szovjet reformpedagógus nevéhez kötik, aki 1920 és 1928 között a Gorkij-telep nevű nevelőotthon vezetője volt.

## A bábuk
A sakkbábukat ebben a játékban egymásra helyezett dámakorongok alkotják, amelyek száma szerint változik a bábu értéke, fajtája, a következők szerint:
| 1 és 2 korong: | gyalog |
| 3 korong:      | bástya |
| 4 korong:      | huszár |
| 5 és 6 korong: | futó   |
| 7 korong:      | vezér  |
| 8 korong:      | király |

Kezdetben mindkét játékosnak 47 korongja van, a sakk szabályai szerint felállítva, az ábrán megfigyelhető módon.

## Lépések
A játék lényegében a hagyományos sakk szabályai szerint zajlik, a figurák menetmódja megegyezik az ott ismerttel.
A különlegesség az, hogy a korongok és az azokból alkotott kis tornyok egymásra is helyezhetők, ezzel a művelettel egy új értékű bábut alkotva. Ha tehát egy bástya egy saját futóra lép, akkor a 3+5 korongból 8 korong nagyságú torony születik, amelynek az értéke a továbbiakban király.
Építkezni csak saját korongokból lehet. Ellenfél bábujára lépve a hagyományos sakknak megfelelő ütés történik. Ütés esetén a leütött bábu korongjai lekerülnek a tábláról, és többé nem hozhatók játékba.
A bábuk mindig úgy lépnek, ahogy a pillanatnyi értéküknek megfelelő szabály azt előírja. Tehát az előbbi példában a bástyának bástya módjára kell lépnie, de az egyesülés nyomán született bábu a továbbiakban királyként fog mozogni.
Az építkezéssel megtörténik, hogy köztes számú korong kerül egymásra. Ezért szól úgy a szabály, hogy ugyan a gyalognak 1 korong felel meg, de a bástyához 3 korong kell, ezért ha két korong van egymáson, az még csak gyaloggal egyenértékű. Hasonlóképp a 6 korong magas torony az 5 korongból álló futóval egyenértékű.
8 korongnál magasabb torony nem hozható létre.
Torony nemcsak épülhet, hanem osztódhat is. Lépni egy toronyból leemelt korongokkal is lehet, mindig annak a bábunak a menetmódja szerint, amelyiket a mozgatott korongok száma jelenti. Például az 5 korongból álló futóról leveszünk 3 korongot, amely bástyát ér, és a bástyára vonatkozó szabály szerint lépünk vele. Az eredeti mezőn maradt 2 korong gyalog értékű bábuvá minősült.
Nincs akadálya annak, hogy az egyik toronyról levett korongokkal egy másik toronyra lépjünk, ha közben a mozgatott korongokkal betartottuk a számunknak megfelelő figura menetmódját.
A fentiek nyomán megtörténhet az, hogy egy játékosnak több királya van. Ebből következően ebben a játékban a királyt is lehet ütni. Az utolsó leütött királynál sem ér véget a játék, ha a játékos azonnal összeállíthat egy új királyt. Az a játékos veszít, akinek egy lépése után egy királya sincs.
Ha a játékosnak csak egyetlen királya van (más bábui mellett), akkor az a bábu nem osztható, még úgy sem, ha másik helyen újjászületik.